# Clipper (запальничка)

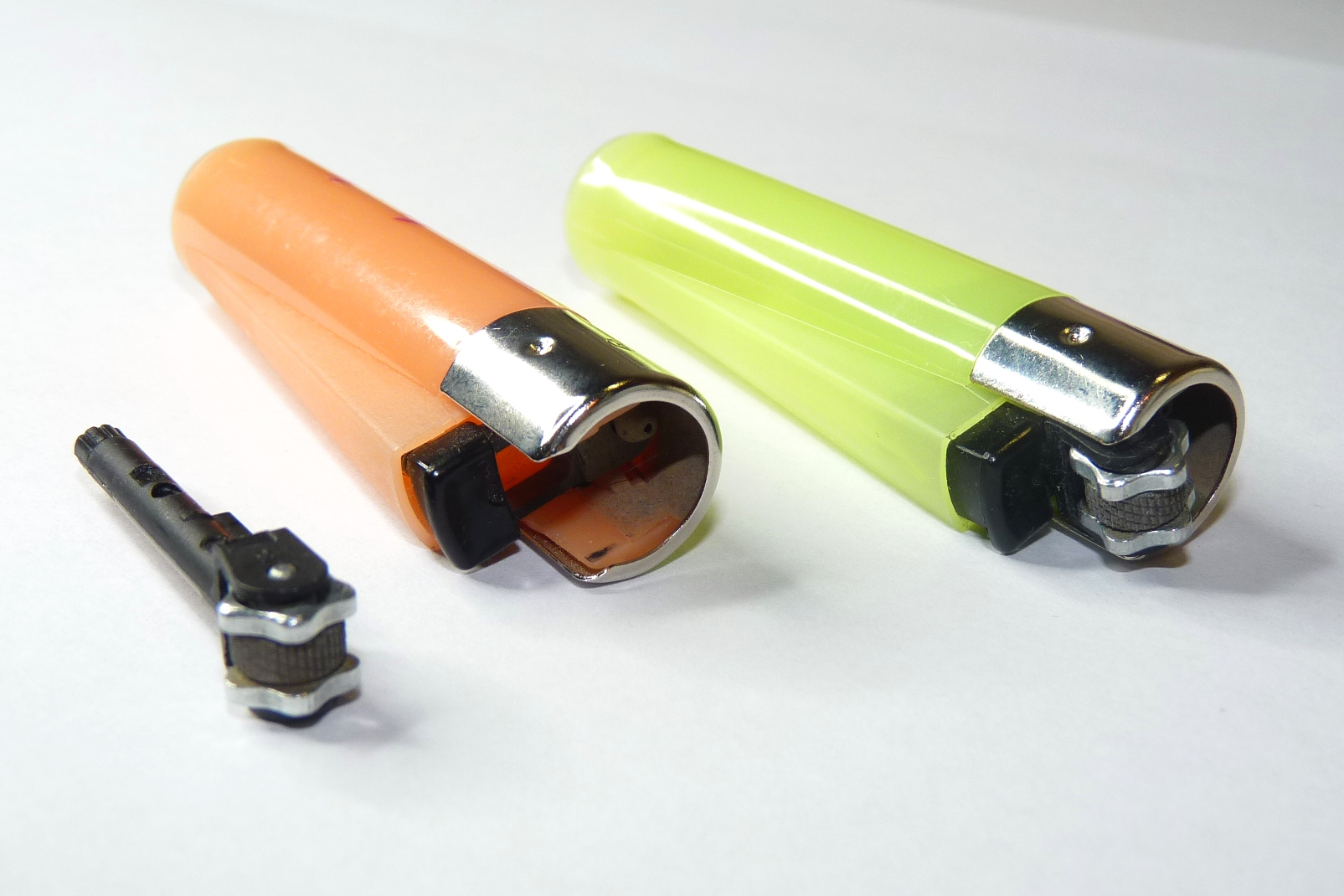
Запальнички Кліппер; зліва - з розібраною кременевою системою, вилученою з помаранчевої запальнички

Clipper - торгова марка типу багаторазової бутанової запальнички, розробленої Enric Sardà, що належить Flamagas SA  з 1959 року. 
Запальнички в основному виробляються в Барселоні, Іспанія, інші виробляються в Ченнаї, Індія, та Шанхаї, Китай.  Clipper має широкий асортимент запальничок, газових заправок та інших аксесуарів. Перша запальничка Clipper була виготовлена в 1972 році, а зараз світовий рівень виробництва становить близько 450 мільйонів одиниць на рік, що робить компанію другою за величиною виробництва запальничок у світі (після BIC). [джерело?] Бренд Clipper - це підрозділ Flamagas SA,  яка також розповсюджує канцелярські товари та електроніку для таких брендів, як Casio і Daewoo .  Flamagas SA очолюється Puig, а обидві є дочірніми компаніями корпорації Exea.  

## Асоціації
Деякі люди пов'язують використання запальнички Clipper з самокрутками.   Це пов'язано з його кременевою системою, яку курці часто використовують для пакування тютюну самокрутки. Він також часто використовується при курінні марихуани, оскільки кременева система служить як трамбівка і тому, що її форма дозволяє користувачеві використовувати запальничку, не обпікаючись. Крім того, запальнички вивільняють додатковий бутан, коли повернуті горизонтально або догори дном, що полегшує курцям запалювати чашу їхніх пристроїв для куріння.

## У популярній культурі
- Британський гаражний гурт The Streets використовував запальничку Clipper як свій логотип. Запальничка (з ім'ям гурту) з’являється на всіх обкладинках першого альбому, який насправді містив запальничку Swan. Їхня символіка включає фірмові запальнички Clipper.
- Художник Деміен Херст також використав зображення запальнички "Clipper" у серії художніх робіт разом із коробками для тютюну Silk Cut.

## Зовнішні посилання
- Офіційний вебсайт Flamagas (компанія-виробник) [Архівовано 29 січня 2011 у Wayback Machine.]
- Офіційний вебсайт Clipper [Архівовано 29 січня 2020 у Wayback Machine.]
- Офіційний вебсайт Clipper Italy [Архівовано 12 березня 2022 у Wayback Machine.]